# Citheronula
Citheronula is een geslacht van vlinders uit de familie van de nachtpauwogen (Saturniidae), uit de onderfamilie van de Ceratocampinae. De wetenschappelijke naam en de beschrijving van dit geslacht werden voor het eerst in 1949 gepubliceerd door Ezra Michener. 

## Soorten
- Citheronula armata (Rothschild, 1907)
- Citheronula maranhensis Brechlin & Meister, 2014